# Потанін Володимир Олегович

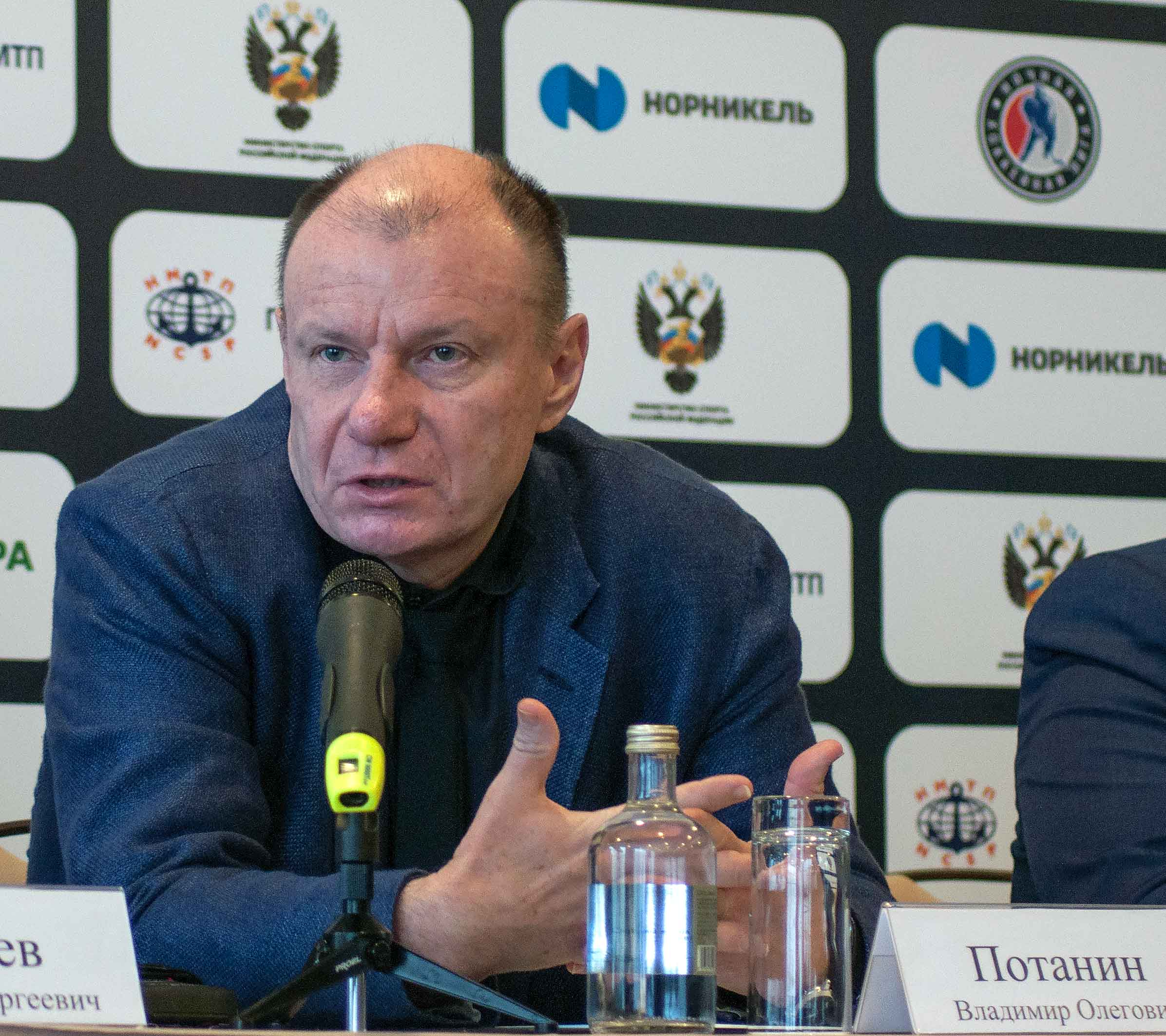
Потанін Володимир Олегович

Володимир Олегович Потанін (3 січня 1961 , Москва )— російський олігарх, державний і політичний діяч. Найбагатша людина Росії зі статком у травні 2021 року $32,1 млрд (версія «Блумберг») або 29,3 млрд (версія «Форбс»).

## Життєпис
Власник і президент керівної компанії «Інтеррос», однієї з найбільших в Росії (володіє пакетами акцій ГМК «Норільський нікель», групи «ПрофЕстейт», холдингу «Профмедіа» і компанії «Роза Хутір»), генеральний директор ГМК «Норільський Нікель», голова опікунської ради Державного Ермітажу.
Потанін — один з найбагатших людей планети, 2021 року посідав №45 в рейтингу Bloomberg або 55-те в рейтингу Forbes (травень 2021). У березні 2008 року він, як власник стану в 19,3 мільярда доларів зайняв 25 позицію в рейтингу журналу Forbes. У рейтингу журналу за 2012 рік Потанін займав 46 місце серед світових і четверте місце серед російських мільярдерів із статком у 14,5 мільярда доларів. За оцінкою журналу Forbes, володіючи статком у $15,4 млрд, 2015 року Потанін став найбагатшим жителем Росії.
У січні 2023 року Потанін заявив, що Норнікель переглядає стратегію і налагоджує зв'язки з КНР, Туреччиною та Марокко, це пов'язано з західними санкціями проти РФ за вторгнення до України.

## Санкції
6 квітня 2022 року, після вторгнення Росії в Україну, Канада ввела персональні санкції проти Потаніна. Санкції забороняють громадянам Канади надавати фінансування, укладати будь-які угоди з власністю з особами, які потрапили до санкційного списку, тощо.
29 червня 2022 року санкції проти Потаніна ввела Велика Британія. Потанін потрапив під обмежувальні заходи як власник Росбанку, що контролює: "Інтеррос" купив його у квітні у Societe Generale, який покидав російський ринок. Як зазначила британська влада, "Росбанк веде бізнес у фінансовому секторі Росії, що становить стратегічну важливість для російського уряду. А сам бізнесмен продовжує накопичувати статки, підтримуючи режим президента Росії Володимира Путіна, в період після вторгнення Росії в Україну, набуваючи Росбанк і частки в Тінькофф Банку", йдеться в урядовому повідомленні для преси, яке супроводжує санкційний документ. Обмеження передбачають заморожування активів і заборону на в'їзд до країни.
15 грудня 2022 року потрапив під санкції США. До санкційного списку було також занесено того самого дня дружину Потаніна Катерину, доньку Анастасію, сина Івана, яхту Nirvana, ТОВ "Холдингова Компанія Інтеррос" і ПАТ "Росбанк".
19 жовтня 2022 року доданий до санкційного списку України.